# Double Speed
Double Speed és una pel·lícula muda dirigida per Sam Wood i protagonitzada per Wallace Reid i Wanda Hawley. La pel·lícula, que va suposar el debut del seu director, es va estrenar l'1 de febrer de 1920. Es considera una pel·lícula perduda.

## Argument
A “Speed” Carr li roben el cotxe, la maleta, la roba i les credencials en un viatge de Nova York a Los Angeles per veure un oncle que no ha vist en vint anys. Arriba doncs a la Costa Oest sense un cèntim i portant un vestit que li han deixat. En arribar al banc del seu oncle es neguen a donar-li diners i ha d'empenyorar el seu rellotge amb el nom fals de Barry Cole. Amb aquest nom aconsegueix feina com a xofer de Donald McPherson, pare de Sallie de qui s'ha enamorat. Després que els dos amants fugin, Carr revela la seva identitat i el seu oncle apareix per beneir la unió.

## Repartiment
- Wallace Reid (“Speed” Carr)
- Wanda Hawley (Sallie McPherson)
- Theodore Roberts (John Ogden)
- Tully Marshall (Donald McPherson)
- Lucien Littlefield (Reginald Toby)
- Guy Oliver (el prestamista)
- Maxine (Elliott Hicks)
- Teddy Tetzlaff (conductor de carreres)